# Synaphridae
Famille
Les Synaphridae sont une famille d'araignées aranéomorphes.

## Distribution

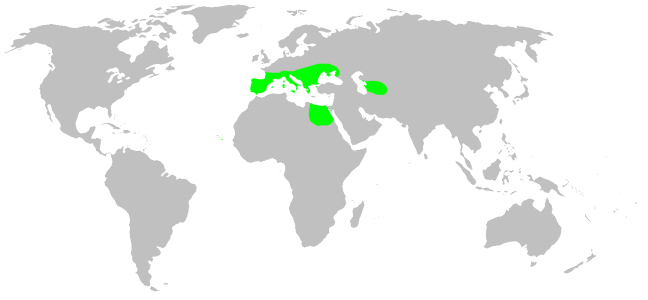
Distribution

Les espèces de cette famille se rencontrent en Europe, à Madagascar, en Afrique du Nord et en Asie centrale.
La découverte de trois espèces de Synaphridae à Madagascar a singulièrement étendu l'aire de répartition de cette famille.

## Paléontologie
Cette famille est connue depuis le Paléogène.

## Liste des genres
Selon World Spider Catalog (version 24, 06/03/2023) :
- Africepheia Miller, 2007
- Cepheia Simon, 1894
- Synaphris Simon, 1894

Selon World Spider Catalog (version 23.5, 2023) :
- † Iardinidis Wunderlich, 2004

## Systématique et taxinomie
Cette famille a été décrite par Wunderlich en 1986 comme une sous-famille des Anapidae. Elle est élevée au rang de famille par Marusik et Lehtinen en 2003.
Cette famille rassemble treize espèces dans trois genres actuels.

## Publication originale
- Wunderlich, 1986 : Spinnenfauna gestern und heute: Fossile Spinnen in Bernstein und ihre heute lebenden Verwandten. Erich Bauer Verlag bei Quelle and Meyer, Wiesbaden, p. 1-283.